# 銅鑼湾駅
銅鑼湾駅（どらわんえき、コーズウェイベイえき）は香港香港島湾仔区銅鑼湾にある、香港鉄路（MTR）港島線の駅である。

## 歴史
- 1985年5月31日 - 開業。
- 2019年9月8日 - 香港人権興民主祈祷会（中国語版、広東語版）で駅構内で機動隊が出動し、デモ隊関係者6人が逮捕された[1]。

## 駅構造

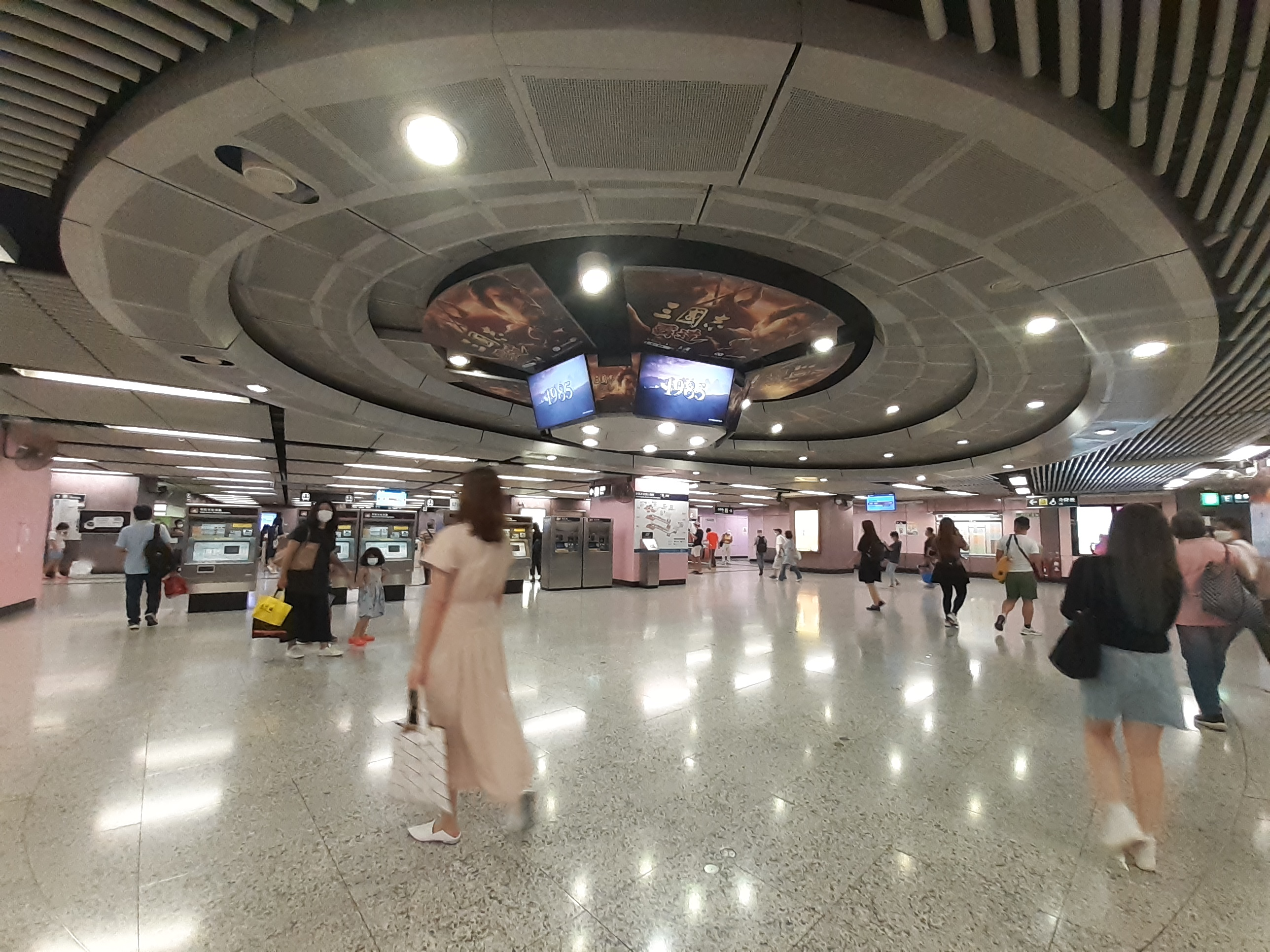
東コンコース

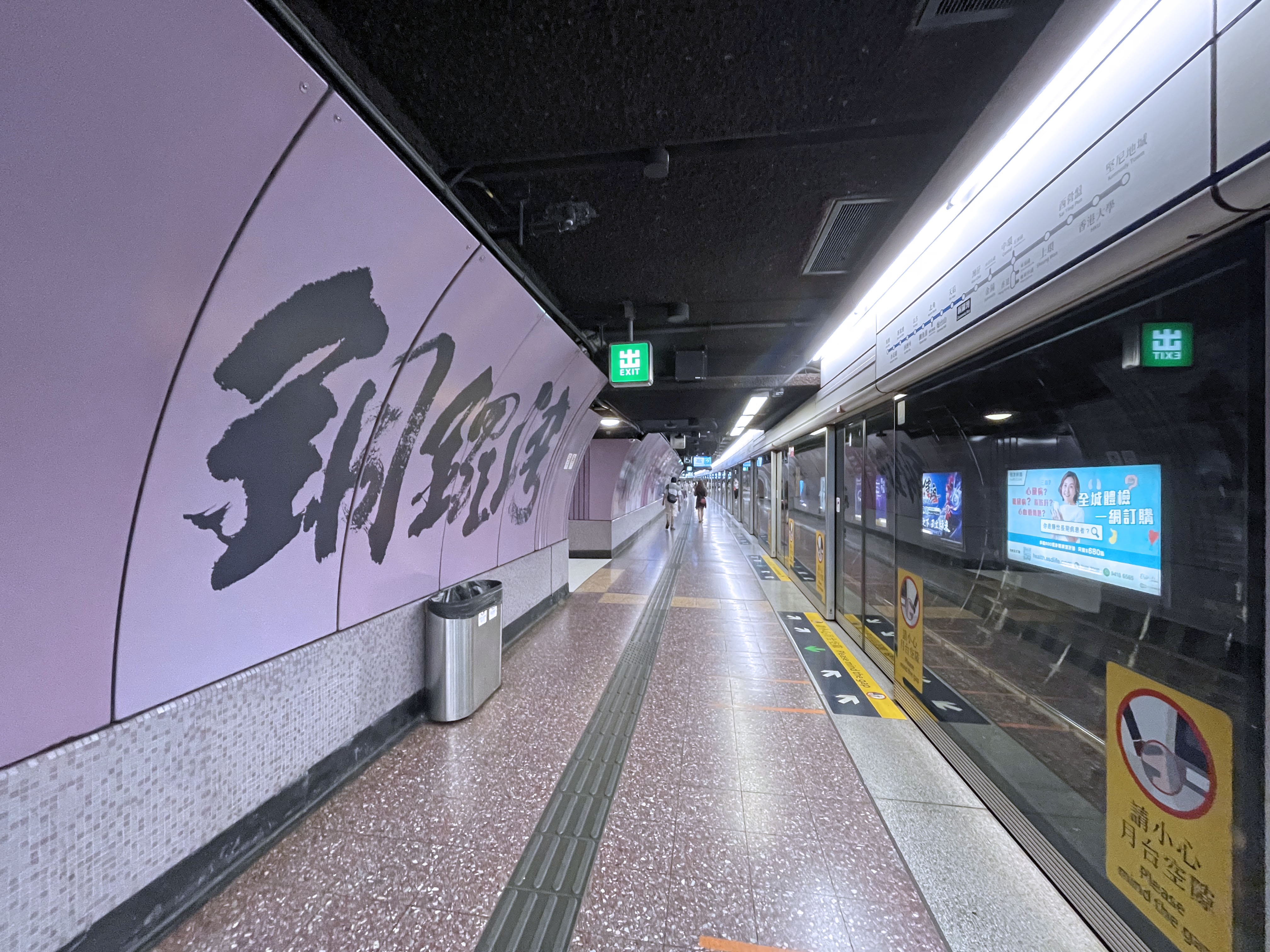
ホーム

単式ホーム1面1線の上下2層構造になっている。改札は地下1階にあり、1番線ホーム（柴湾方面）は地下2階、2番線ホーム（堅尼地城方面）は地下5階にある。
改札口は3ヶ所（西コンコース・東コンコース・南コンコース）あるが、いずれも独立しており改札内・改札外ではつながっていない。
駅施設の建設は東コンコースがMarples Ridgway/LTAの共同、西コンコースは青木建設、南コンコース（時代広場A出口）は熊谷組、渣甸坊方面出入口（F出入口）は礼頓亜洲がそれぞれ請け負った。

### 駅階層
| G 地面        | -                            | 出口                            |
| 閣樓          | 西コンコース （售票層）      | 自動券売機、ATM                 |
| 閣樓          | 東コンコース                 | 車站通道通往大堂及出口          |
| L1 コンコース | 西コンコース                 | 客務中心、ATM                   |
| L1 コンコース | 西コンコース                 | 「iCentre」互聯網中心           |
| L1 コンコース | 東コンコース                 | 客務中心、商店、「e分鐘著數」機 |
| L1 コンコース | 東コンコース                 | 恒生銀行、自動券売機、ATM       |
| L2 番線       | 単式ホーム、左側のドアが開く | 単式ホーム、左側のドアが開く    |
| L2 番線       | ➊番線                        | ■港島線柴湾方面→                |
| L3 コンコース | 南コンコース                 | 客務中心、自動券売機、ATM       |
| L3 コンコース | 南コンコース                 | 「e分鐘著數」機                 |
| L5 番線       | 単式ホーム、右側のドアが開く | 単式ホーム、右側のドアが開く    |
| L5 番線       | ➋番線                        | ←■港島線堅尼地城方面            |

### 駅出口
南大堂
- A - タイムズスクウェア
  - 羅素街（中国語版、広東語版）、時代広場、麗都酒店（中国語版、広東語版）、麗悦酒店（中国語版）、皇后大道（中国語版）、司徒拔道（中国語版、広東語版）、香港銅鑼湾智選假日酒店（中国語版）、ハッピーバレー競馬場、聖保祿天主教小学（中国語版）、聖保祿中学（中国語版）、黄泥涌道（中国語版）、摩理臣山道（中国語版）、南洋酒店（中国語版）、摩理臣山游泳池（中国語版、広東語版）、礼頓道（中国語版）、礼頓中心（中国語版）、希慎道（中国語版）、集成中心（中国語版）、298電脳特区（中国語版）、堅拿道（中国語版）、湾仔道（中国語版、広東語版）、鵝頸（中国語版、広東語版）市街地、活道（中国語版、広東語版）、愛群道（中国語版、広東語版）、利舞台広場（中国語版、広東語版）、伊利沙伯体育館（中国語版、広東語版）、鄧肇堅医院（中国語版、広東語版）、聖公會鄧肇堅中学（中国語版、広東語版）、鄧肇堅維多利亞官立中学（中国語版、広東語版）、香港專業教育学院摩理臣山分校（中国語版）、職業訓練局（中国語版、広東語版）ビル、Shama Causeway Bay、南洋酒店、金朝陽中心、利景酒店（中国語版）、timeplus
    - 視覚障害者用点字ブロック誘導路が設置されている

西大堂
- B - 銅鑼湾広場（中国語版）
  - 銅鑼湾広場第一期、永光商業大廈、永光中心、軒尼詩道、波斯富街（中国語版）、紅十字会捐血站、維宝商業大廈、、寶靈頓道（中国語版、広東語版）、馬師道（中国語版、広東語版）、杜老誌道（中国語版、広東語版）
- C - 信和廣場（中国語版、広東語版）
  - 信和広場、銅鑼湾広場第二期、銅鑼閣、信諾環球保険中心、伊利莎伯大廈（中国語版）、湾仔運動場（中国語版）、京都広場、駱克道（中国語版、広東語版）、謝斐道（中国語版、広東語版）、香港愛護動物協会（中国語版）、鵬利中心、一蘭銅鑼湾店、尚匯（中国語版）
    - 視覚障害者用点字ブロック誘導路が設置されている

東大堂
- D - 崇光百貨
  - D1 - 香港怡東酒店、東角（中国語版、広東語版）Laforet、駱克道（中国語版、広東語版）、総統商場、総統戯院、世界貿易中心（中国語版）、東角道、ヌーンデイ・ガン、TOWER 535（中国語版、広東語版）
    - エレベーターを有する。

  - D2 - 東角中心（中国語版）、軒尼詩道、波斯富街（中国語版）、銅鑼湾書店（店主が中国政府によって一時拉致され閉店）
  - D3, D4 - 崇光百貨（地庫）
- E - 維多利亜公園
  - 維多利亜公園、記利佐治街（中国語版、広東語版）、怡和街、商務印書館 (香港)（中国語版）、糖街（中国語版、広東語版）、銅鑼湾地帯（中国語版）、Fashion Walk（名店坊）、恒隆中心、百徳新街（中国語版、広東語版）、金百利（中国語版）、翡翠明珠広場（中国語版、広東語版）、柏寧酒店（中国語版）、皇室大廈（中国語版）、皇室堡（中国語版、広東語版）、Don Don Donki
- F - 希慎広場（中国語版、広東語版）
  - F1 - 渣甸坊（中国語版、広東語版）、渣甸坊（中国語版、広東語版）、嘉蘭中心、京華中心、香港中央図書館（中国語版、広東語版）、香港大球場、Lanson Place Hotel（中国語版）、保良局、富豪香港酒店（中国語版）、珀麗酒店（中国語版）、聖保禄医院（中国語版）、聖保祿学校（中国語版）、東華東院（中国語版、広東語版）、利園山道（中国語版）、マニュライフプラザ、恩平道（中国語版）、啓超道（中国語版）、白沙道（中国語版）、蘭芳道（中国語版）、加路連山道（中国語版、広東語版）、南華体育会（中国語版、広東語版）
  - F2 - 希慎広場（地庫）
    - 視覚障害者用点字ブロック誘導路が設置されている

## 駅周辺

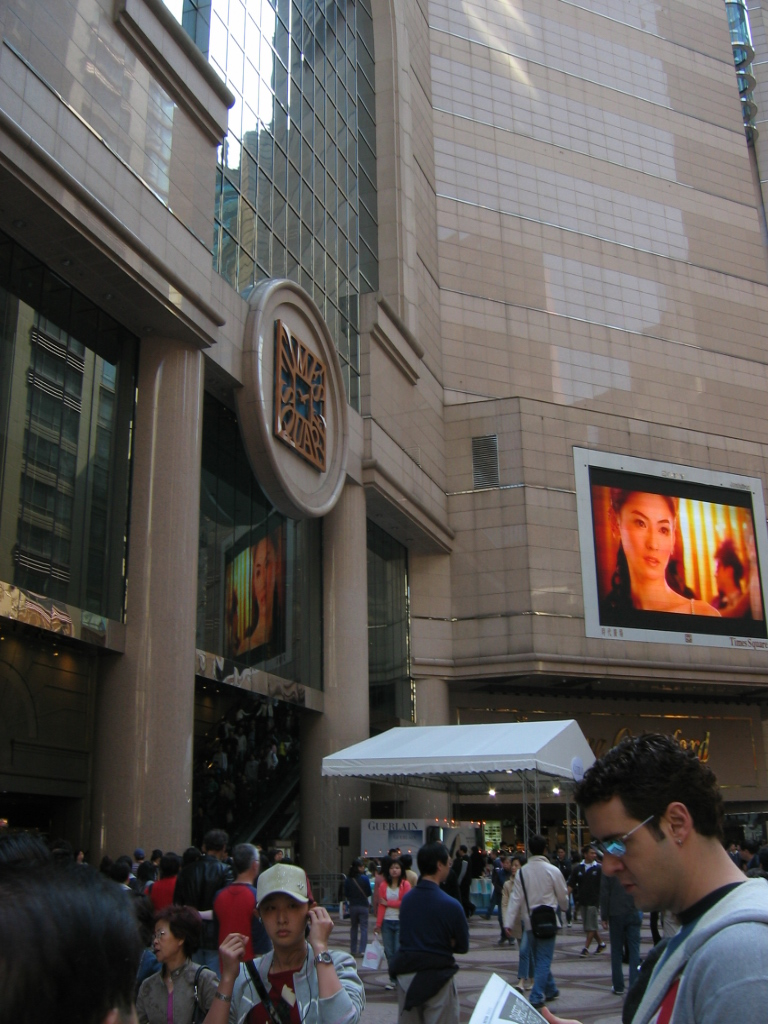
タイムズスクウェア
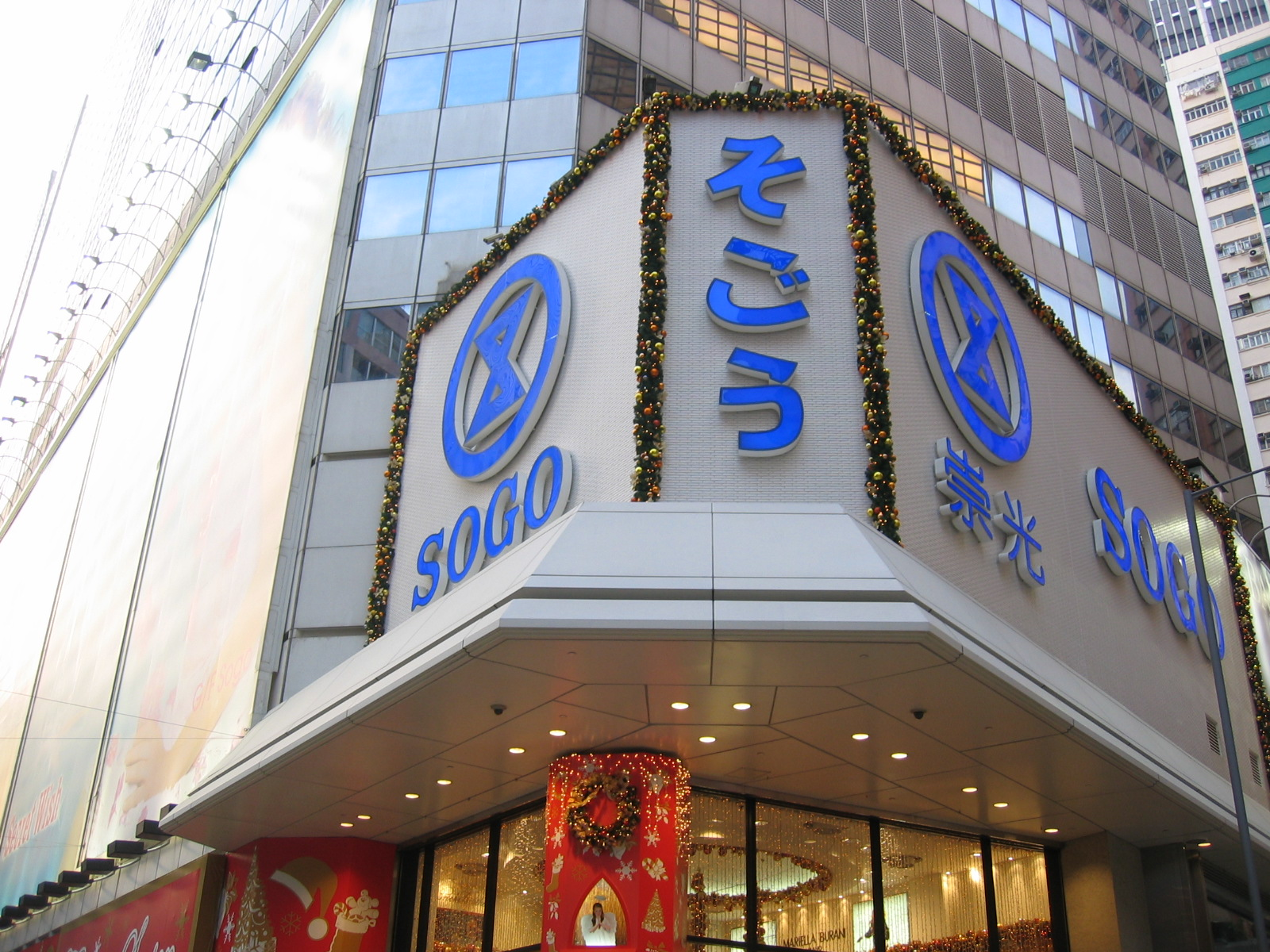
そごう
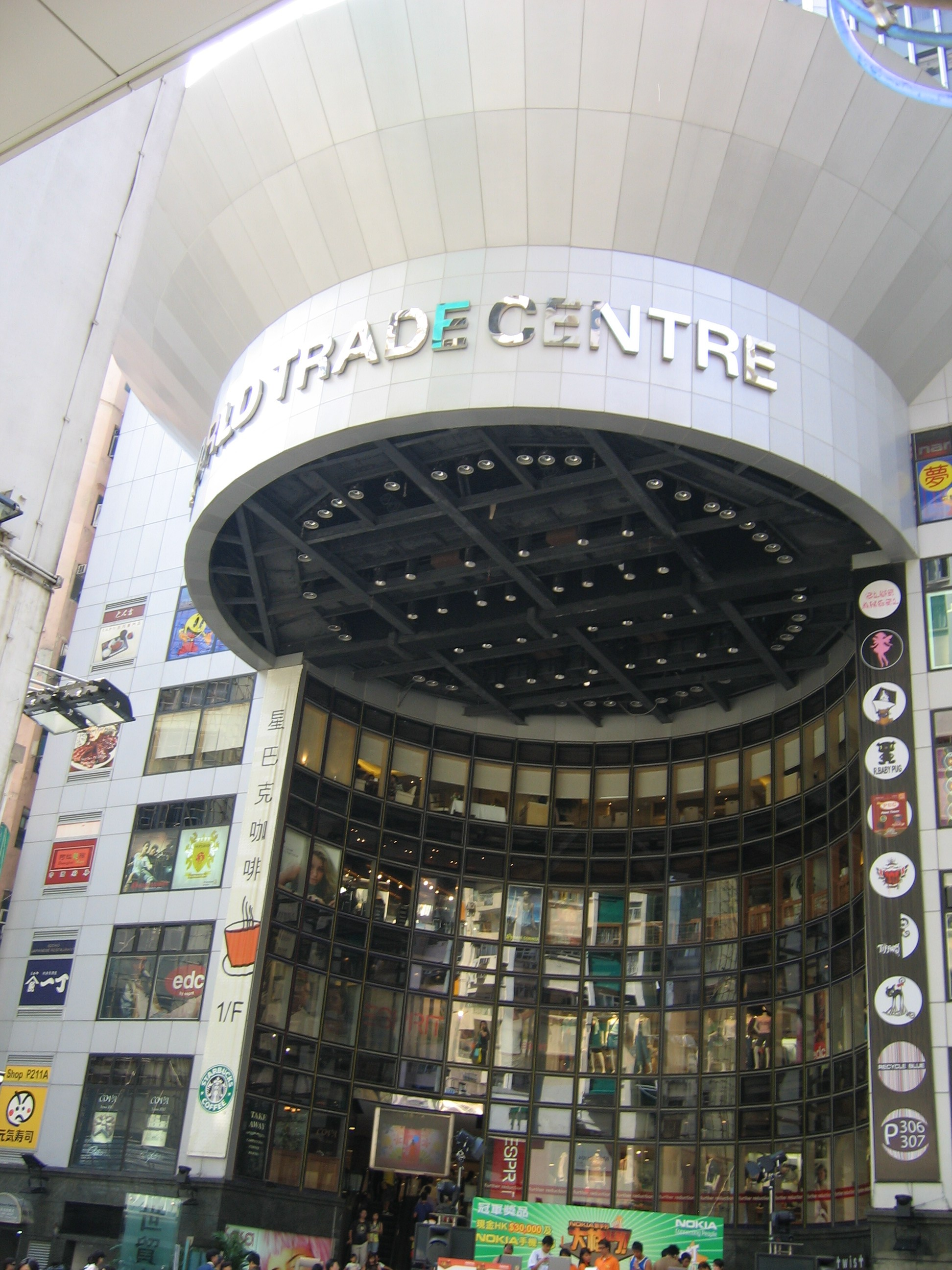
世界貿易中心
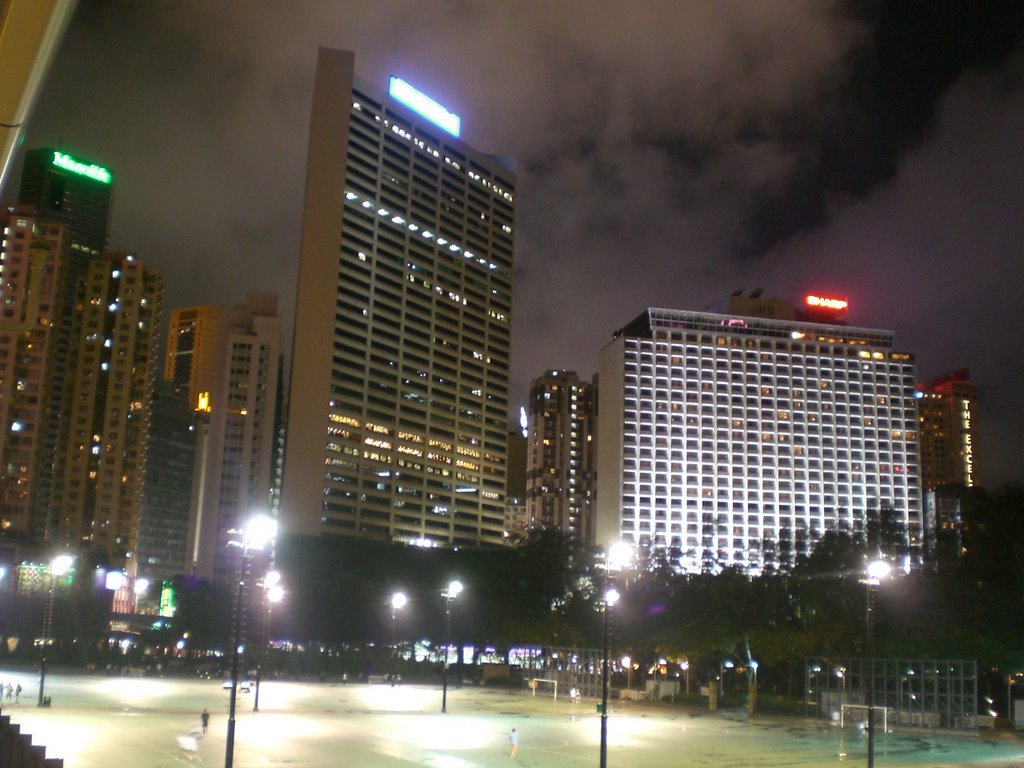
皇室大廈と維多利亜公園
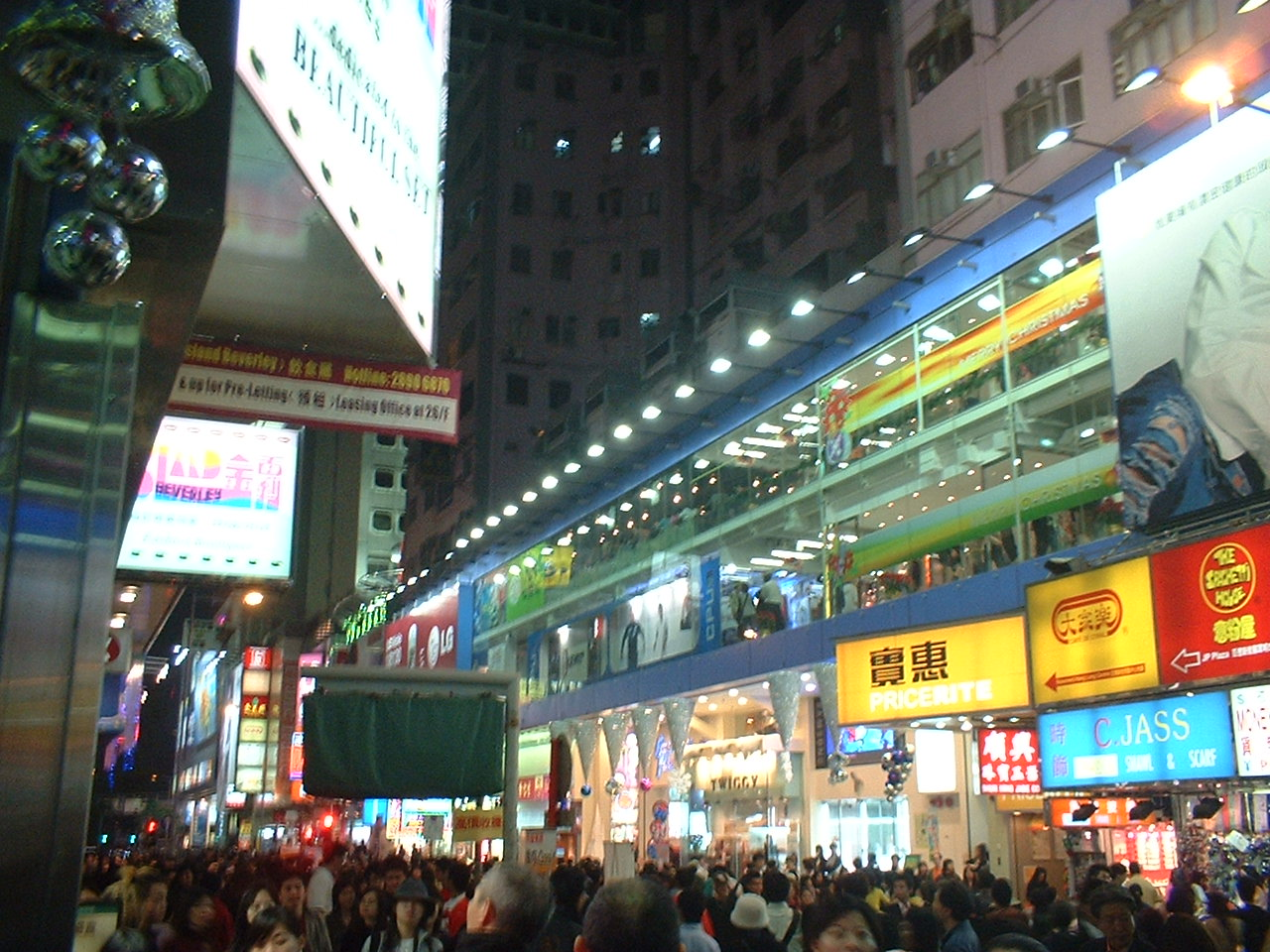
記利佐治街

## 隣の駅
香港鉄路
■港島線
湾仔駅 - 銅鑼湾駅 - 天后駅